# Club Deportivo Lobos de la Universidad Pedagógica Nacional Francisco Morazán
El Club Deportivo Lobos de la Universidad Pedagógica Nacional Francisco Morazán, o simplemente conocido como Universidad Pedagógica y Lobos UPNFM, es un club de fútbol con sede en la ciudad de Tegucigalpa, Honduras. Fue fundado el 10 de agosto de 2010 y actualmente disputa la Liga Nacional de Honduras.

## Historia

### Fundación
El Club Deportivo Lobos de la Universidad Pedagógica Nacional Francisco Morazán fue fundado oficialmente el 10 de agosto de 2010. Inicialmente se llamó Jaguares de la UPNFM, pero, tiempo después, un asunto legal obligó al club a adoptar el lobo como mascota. El club inició con las siguientes disciplinas: fútbol, taekwondo, baloncesto, balonmano, voleibol y fútbol sala.
Justamente en ese año -2010- , ante una reforma hecha a la Liga de Ascenso de Honduras, que obligaba a los clubes Olimpia, Motagua, Real España y Marathón retirar sus respectivas filiales en esa liga, se habilitaron nuevos cupos. Jaguares de UPNFM, como ejemplo concreto, ocupó la plaza dejada por las Águilas de Motagua.
De esa forma, los Jaguares de UPNFM comenzaron su historia en el fútbol profesional a partir del Torneo Apertura 2010 de la Liga de Ascenso. El club comenzó su proyecto con treinta jugadores de la academia, así como con algunos jóvenes provenientes de las reservas de Olimpia y Motagua que, paralelamente, realizaron estudios en el alma mater.
Para el siguiente torneo, Clausura 2011, los Jaguares de UPNFM dieron la sorpresa al finalizar en la primera posición del Grupo A de la Zona Central. Eso les permitió acceder a la liguilla, en donde cayeron eliminados ante el Atlético Municipal de Santa Cruz de Yojoa.
A pesar de ser un club de segunda división, por sus filas han pasado personalidades del fútbol hondureño. Como jugadores: Danilo Turcios y el colombiano Mauricio Copete y, como entrenadores: Nahúm Espinoza, Eduardo Bennett y José de la Paz Herrera.
A partir del año 2014, el club Jaguares de UPNFM sufrió una reforma y pasó a llamarse Lobos de la Universidad Pedagógica Nacional Francisco Morazán.
El club se mantuvo en la Liga de Ascenso de Honduras entre el Apertura 2010 y el Clausura 2017, totalizando, en ese sentido, catorce torneos en el segundo máximo nivel del fútbol hondureño.

## Datos del club
- Nombre: Lobos de la UPNFM
- Fundación: 10 de agosto de 2010
- Temporadas en 1ª: 4 (2017-presente)
- Temporadas en 2ª: 7 (2010-2017)
- Mayor goleada conseguida:
  - 5-0 al Atlético Esperanzano
- Mayor goleada recibida:
  - 6-0 ante Parrillas One

## Jugadores

### Plantilla 2025
- Los equipos hondureños están limitados a tener en la plantilla un máximo de cinco jugadores extranjeros.

### Altas Clausura 2025
| Altas            |               |                   |          |
| Jugador          | Posición      | Procedencia       | Tipo     |
| Dester Mónico    | Mediocampista | Real Sociedad     | Libre    |
| Rembrandt Flores | Mediocampista | Juticalpa         | Libre    |
| Óscar Barrios    | Defensa       | Victoria          | Libre    |
| Yair Abraham     | Delantero     | Crucero del Norte | Libre    |
| Ray Spencer King | Portero       | FD Knights        | Traspaso |

### Bajas Clausura 2025
| Bajas            |               |               |                       |
| Jugador          | Posición      | Destino       | Tipo                  |
| Ismael Santos    | Defensa       | Génesis       | Fin de contrato       |
| Jefryn Macías    | Mediocampista | Motagua       | Traspaso              |
| Carlos Estrada   | Mediocampista | TBD           | Fin de contrato       |
| César Romero     | Delantero     | TBD           | Fin de contrato       |
| Édgar Vásquez    | Defensa       | TBD           | Fin de contrato       |
| Osman Rodríguez  | Mediocampista | TBD           | Fin de contrato       |
| Mathías Techera  | Defensa       | Real Estelí   | Fin de contrato       |
| Jairo Rivas      | Mediocampista | TBD           | Fin de contrato       |
| Yervis Gutiérrez | Mediocampista | AFFI Academia | Fin de cesión         |
| Óliver Morazán   | Mediocampista | Génesis       | Fin de contrato       |
| Humberto Osorio  | Delantero     | TBD           | Fin de contrato       |
| Esteban Giraldo  | Portero       | TBD           | Rescisión de contrato |

## Entrenadores
| Entrenador             | Período   |
| ---------------------- | --------- |
| Salomón Nazar          | 2010–2012 |
| Donaldo Cáceres        | 2012      |
| Nahúm Espinoza         | 2012      |
| Arnold Cruz            | 2013      |
| Eduardo Bennett        | 2013      |
| Arnold Cruz            | 2014      |
| José de la Paz Herrera | 2014–2015 |
| Raúl Martínez Sambulá  | 2015–2016 |
| Salomón Nazar          | 2017–2021 |
| Raúl Cáceres           | 2021–2022 |
| Héctor Castellón       | 2022–2023 |
| Ramón Maradiaga        | 2023–2024 |
| Orlando López          | 2024–2025 |
| Salomón Nazar          | 2025–     |

## Palmarés

### Torneos internacionales
- Juegos Deportivos Universitarios de Centroamérica (1): 2012